# Sandro Foda
Sandro Foda (Mainz, 28 de Dezembro de 1989) é um jogador alemão de futebol que actualmente joga pela equipa do Sturm Graz. É treinado pelo seu próprio pai, Franco Foda.

## Títulos
Sturm Graz
- Campeonato Austríaco de Futebol (2010/11)[2]